# Rio de Janeiro (állam)
Rio de Janeiro állam Brazília délkeleti régiójában fekszik. Minas Gerais (É-ÉNy-on), Espírito Santo (É-ÉK-en), São Paulo (Ny-on) államokkal és az Atlanti-óceánnal határos.

## Földrajzi adatok
- Területe 43 780 km², mellyel Dániához hasonló méretű
- Becsült lakossága 2015-ben: 16 550 000 fő[2]
- Népsűrűsége 378 fő/km²
- Székhelye: Rio de Janeiro

## Népesség
| Lakosok száma | 16 635 996 | 16 718 956 | 16 055 174 |
|               | 2016       | 2017       | 2022       |

## Fordítás
- Ez a szócikk részben vagy egészben  a   Rio de Janeiro című portugál Wikipédia-szócikk fordításán alapul.  Az eredeti cikk szerkesztőit annak laptörténete sorolja fel. Ez a jelzés csupán a megfogalmazás eredetét és a szerzői jogokat jelzi, nem szolgál a cikkben szereplő információk forrásmegjelöléseként.